# دانا ريد بيلي
دانا ريد بيلي (بالإنجليزية: Dana Reed Bailey) هو محامي وسياسي أمريكي، ولد في 27 أبريل 1833، وتوفي في 25 مارس 1908. حزبياً، نشط في الحزب الجمهوري. وقد انتخب عضو مجلس ولاية ويسكونسن.